# Menstruační cyklus

menstruační cyklus

Menstruační cyklus označuje periodické fyziologické změny v těle ženy, které probíhají pod kontrolou reprodukčního hormonálního systému a jsou nutné pro reprodukci. Menstruační cykly u žen se typicky vyskytují na měsíčním základě mezi pubertou a menopauzou. Kromě lidí mají menstruační cykly jen velké opice, na rozdíl od estrálního cyklu u většiny druhů savců.

## Přehled
Během menstruačního cyklu pohlavně zralé ženské tělo vyvine 1 vajíčko (příležitostně 2, z kterých mohou vzniknout neidentická „dvouvaječná“ dvojčata) a uvolní je v době ovulace. Výstelka dělohy (endometrium) roste synchronně. Po ovulaci se výstelka změní v přípravě pro potenciální implantaci oplodněného vajíčka a následuje těhotenství. Nedojde-li k oplodnění a těhotenství, děloha se zbaví výstelky a začne nový menstruační cyklus. Proces zbavování se výstelky se nazývá menstruace. Menstruace se navenek projevuje ve formě menses (též menstruum): což je větší část endometria (výstelka) — kromě její nejhlubší vrstvy — a krevní produkty, které vycházejí z těla přes vaginu. I když se tento krevní výtok obvykle označuje jako krev, složením se liší od žilní krve.
Menstruace nebo menses se dříve někdy označovaly jako perioda. Toto krvácení slouží jako znak, že nezačalo těhotenství. (I když to není jednoznačné, protože někdy existuje krvácení v raném těhotenství.) Během reprodukčních let vynechání menstruace může indikovat, že žena je těhotná.
Menstruace tvoří normální část přirozeného cyklického procesu vyskytujícího se u zdravých žen mezi pubertou a koncem reprodukčních let. Začátek menstruace nazývaný i menarche se vyskytuje průměrně ve věku 12 let, ale může se přihodit kdykoli mezi 8 a 16 lety . Poslední perioda — menopauza — se vyskytuje obvykle ve věku 45–55 let. Odchylky od těchto hodnot vyžadují medicínskou prohlídku. Amenorea označuje prodlouženou absenci (vynechání) menses během reprodukčních let ženy z jiných příčin než těhotenství. Např. ženy s velmi nízkým podílem tělesného tuku jako sportovkyně mohou přestat menstruovat. Přítomnost menstruace obvykle dokazuje, že nastala ovulace; většinou platí, že ženy, které nemají ovulaci, nemohou mít menstruační cykly. Existují ovšem výjimky v podobě anovulačních menstruačních cyklů.

## Normální menstruační cyklus u žen
I když délka cyklu se může měnit, 28 dní je obecně považováno za průměrnou hodnotu normálního ovulačního cyklu ženy. Konvence považuje začátek menstruačního krvácení za začátek cyklu, proto první den krvácení se nazývá „první den cyklu“. Menstruační cyklus možno rozdělit do 4 fází:

### Menstruace
Menstruace trvá několik dní (obvykle 3–5 dní, ale hodnoty 2–7 dní jsou považovány za normální ) a zahrnuje ztrátu asi 50–80 ml krve (včetně vyloučeného endometria). Enzym plazmin — obsažený v endometriu — inhibuje (utlumuje) srážení menstruační krve. Pro tuto opakovanou ztrátu krve mají ženy vyšší potřebu přijímat v potravě železo než muži — jako prevenci nedostatku železa. Mnoho žen pociťuje v době menstruace děložní křeče, též nazývané dysmenorea (bolestivá menstruace), někdy spojené i s nevolnostmi, zvracením a průjmy. Existuje velký průmysl poskytující zdravotní produkty na pomoc ženám zvládnout menses.
K poznatku, že u žen, žijících společně v blízkém prostředí, má začátek menstruace tendenci se synchronizovat, dospěla roku 1971 studentka Martha McClintock, která obdržela v předchozím roce bakalářský titul na Wellesley College. Spolu se Sternovou ho poté v roce 1998 vysvětlovaly působením feromonů. Ale například v roce 2013 se toto tvrzení zpochybnilo. Nyní je to bráno za mýtus, který vzešel z jediné studie a získal prestiž publikací v časopise Nature, a současná studie prokazuje, že k němu nedochází.

### Folikulární fáze
Pod vlivem hormonu stimulujícího folikul (FSH) začne ve vaječníku růst několik folikulů (míšků), obsahujících vajíčka, jejichž obaly následně produkují estrogeny, primárně estradiol. Tyto estrogeny iniciují vývin nové vrstvy endometria s typickým histologickým (tkáňovým) vzhledem, zvané proliferační (bující) endometrium. Stoupající hladina estrogenů působí pomocí negativní zpětné vazby na hypofýzu a snižuje sekreci FSH. Inhibin vylučovaný největším folikulem též snižuje FSH. Typicky jen nejrozvinutější folikul (vedoucí folikul) se může dále rozvinout, protože má víc receptorů FSH; růst ostatních folikulů se zastaví. Proto normálně v každém cyklu dozraje jen 1 vajíčko.

### Ovulace

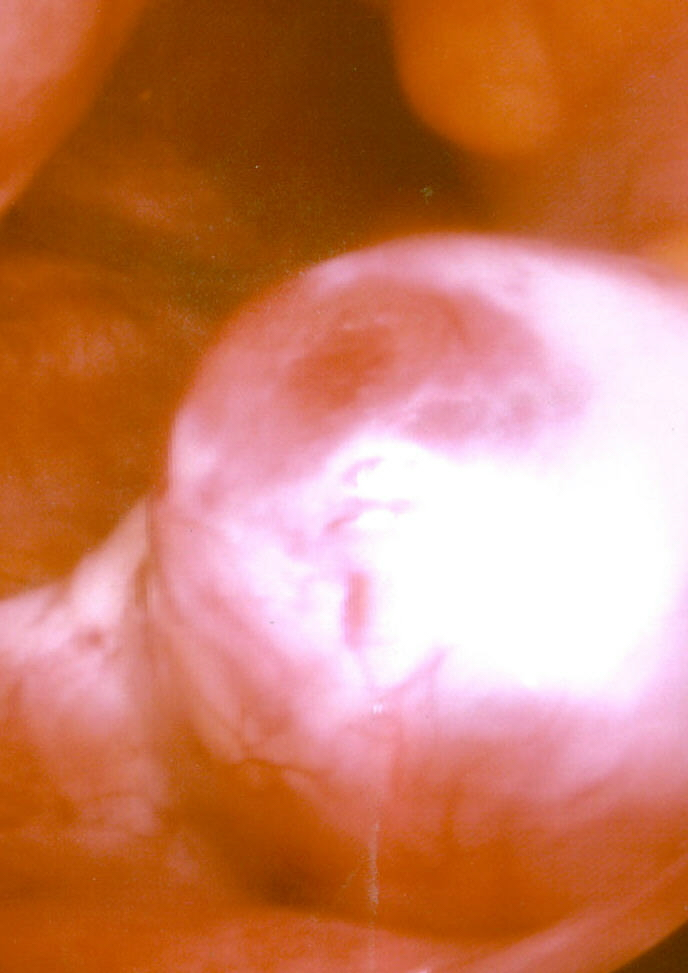
Folikul krátce před uvolněním vajíčka.

Když folikul dozraje, vylučuje tolik estradiolu, že spustí — tzv. pozitivní zpětnou vazbou — akutní uvolňování luteinizačního hormonu (LH). V případě průměrného 28denního cyklu tato LH vlna začíná kolem 12. dne cyklu a může trvat 48 hodin. Uvolněním LH dozraje vajíčko a oslabí se stěna folikulu ve vaječníku. Tento proces vede k ovulaci: uvolnění teď už zralého vajíčka, což je největší buňka těla (s průměrem asi 0,2 mm). Který z dvou vaječníků — levý nebo pravý — ovuluje, se zdá být náhodné; žádná známá pravo-levá koordinace není. Vejcovod potřebuje zachytit vajíčko a poskytnout prostor na oplodnění. V cervixu (děložním hrdle) se vyvine charakteristický čirý a tažný hlen, kterým pronikají spermie ze sexuálního styku. Ovulace může být doprovázena charakteristickými ovulačními bolestmi, které mohou trvat několik hodin. Některé ženy jsou schopny rozpoznat ovulaci také podle změn cervikálního hlenu a děložního čípku během ovulace, zvláště když u sebe znaky plodnosti sledují. Neoplodněné vajíčko se rozloží.

### Luteální fáze
Po ovulaci se zbytek foliklu transformuje do žlutého tělíska (corpus luteum) za podpory hormonů hypofýzy. Toto žluté tělísko bude produkovat po následující 2 týdny navíc k estrogenům i progesteron. Progesteron hraje životní roli při proměně proliferačního endometria do sekreční výstelky připravené na implantaci a podporující rané těhotenství. Progesteron trochu zvýší bazální tělesnou teplotu, proto žena měřící si denně svou teplotu registruje, že se dostala do luteální fáze. Proběhne-li oplodnění vajíčka, to putuje jako rané embryo vejcovodem do děložní dutiny a implantuje se během asi 5–7 dní po ovulaci. Krátce po implantaci rostoucí embryo signalizuje svou existenci mateřskému systému — vytváří lidský choriový gonadotropin (hCG) — hormon využívaný pro test těhotenství. Tento signál má důležitou roli v udržování žlutého tělíska a umožňuje pokračování jeho produkce progesteronu. Bez těhotenství a bez hCG žluté tělísko zaniká a hladiny estrogenů a progesteronu klesnou. To nastaví podmínky pro další cyklus. Snížení hladiny progesteronu vede ke spuštění menstruačního krvácení (dojde k přerušení přívodu krve do endometria a jeho hypoxické nekróze (odumření z nedostatku kyslíku) a snížení hladiny estrogenů umožní pozdější růst hladin FSH pro dozrávání nových folikulů.

## Plodné dny
I když délka folikulární fáze — a následně délka menstruačního cyklu — se může měnit, luteální fáze trvá obvykle 12–16 dní. Spermie mohou v těle ženy přežít 3 až 5 dnů (výjimečně déle), proto většina plodné periody trvá asi 5 dní před ovulací až do 1 dne po ovulaci. V normálním čtyřtýdenním cyklu to odpovídá druhému a začátku třetího týdne cyklu.
Různé metody plánovaného rodičovství a kontroly oplodnění jsou zaměřeny na stanovení termínu ovulace, díky kterému je možné zjistit relativně plodné a relativně neplodné dny v cyklu. Délka menstruačního cyklu se ale může lišit, a ovulace nemusí vždy probíhat pravidelně. Pro stanovení plodných dnů je vhodné kombinovat více metod, zvláště, pokud si žena přeje otěhotnět. Kromě využití ovulačních testů, které detekují přítomnost lidského luteinizačního hormonu (LH) v moči, může žena své plodné dny určit pomocí sledování změn bazální teploty, změn hlenu a změn polohy a konzistence děložního čípku.

## Hormonální kontrola
Menstruační cyklus je regulován extrémně složitě. Po mnoho let výzkumníci diskutovali, který regulační systém má základní kontrolu: hypotalamus, hypofýza nebo vaječník s jeho rostoucím folikulem; ale všechny 3 systémy musí interagovat. V každém případě má rostoucí folikul rozhodující roli: způsobí dozrání endometria, poskytuje potřebnou zpětnou vazbu hypotalamu a hypofýze a modifikuje změny hlenu v cervixu. Dva sexuální hormony hrají roli v kontrole menstruačního cyklu – estradiol a progesteron. Zatímco estrogen dosahuje vrchol dvakrát, během růstu folikulu a během luteální fáze, progesteron zůstává prakticky nepřítomný před ovulací, ale stává se rozhodující v luteální fázi a během těhotenství. Mnoho testů ovulace kontroluje přítomnost progesteronu. Tyto sexuální hormony jsou vylučovány vaječníky vlivem hypofýzy a oba FSH i LH v tom hrají nutnou roli. FSH stimuluje nezralé folikuly ve vaječnících k růstu. LH spuští ovulaci. Gonadoliberin (LH-RH) z hypotalamu kontroluje hypofýzu a hypofýza i hypotalamus dostávají zpětnou vazbu z folikulu. Žluté tělísko — které se vyvine z puknutého folikulu a zůstane ve vaječníku — po ovulaci vylučuje estradiol a progesteron. Jen když nastane těhotenství, objeví se hormony pro zastavení menstruačního cyklu (hCG), zatímco produkce estradiolu a progesteronu pokračuje (a výrazně roste). Abnormální hormonální regulace vede k narušení menstruačního cyklu.

## Skrytá ovulace
Na rozdíl od jiných druhů u lidí zůstává ovulace skrytá. Fakt, že žena může vnímat svou ovulaci, zatímco pro jiné zůstane nerozeznatelná, má sociobiologický význam. Jiné druhy často signalizují vnímavost.

## Vaječník jako vaječníková banka
Podle výzkumu se vajíčka formují ze zárodečných buněk v raném životě plodu. Počet je redukován na asi 400 000 až 450 000 nezralých vajíček uložených v každém vaječníku. Menstruační cyklus jako biologická událost umožňuje typicky ovulaci jednoho vajíčka každý měsíc. Proto během plodnosti žena ovuluje asi 400 až 450 krát. Všechna ostatní vajíčka — poté co se podílela během svého růstu na produkci estrogenů — se rozpustí v procesu zvaném atrézie. Protože celková zásoba vajíček ženy se formuje už v plodu, aby vajíčka ovulovala dekády později, vznikly názory, že tato dlouhá trvanlivost může udělat chromatin vajíčka (chromozómy obsahující dědičnou informaci) víc náchylným k problémům dělení, poškození a mutacím než chromatin spermie, který se produkuje průběžně během reprodukčního života muže. Tuto možnost podporují pozorování, že zárodky a děti od starších matek mají vyšší výskyt chromozómových abnormalit než od starších otců.

## Anovulační menstruační cyklus
Ne všechny menstruace rezultují z ovulačního menstruačního cyklu. U některých žen může vývin folikulu začít, ale nedokončí se a přesto estrogeny formují a stimulují endometrium. Dříve nebo později děloha toto endometrium vyloučí. Protože se nevyskytne žádná ovulace a zapojení progesteronu, lékaři nazývají tento typ krvácení jako estrogenové průnikové krvácení a nemohou vždy předpovědět jeho trvání nebo frekvenci. Anovulační krvácení se častěji vyskytuje v pubertě, před menopauzou (premenopauza) nebo u žen, které mají syndrom polycystických vaječníků.

## Abnormality cyklu

### Frekvence
"Normální menstruační cyklus" má délku 28 ± 7 dní. Lékaři nazývají cykly s intervaly 21 dní nebo méně jako polymenorea a cykly s intervaly nad 35 dní oligomenorea (nebo amenorea, když interval přesáhne 180 dní).

## Cyklické změny v ženském těle
Měnící se hladina hormonů během cyklu ovlivňuje nejenom děložní sliznici, ale mnoho dalších struktur v těle ženy. Během menstruačního cyklu můžeme rozlišit pět cyklů:

### Ovariální cyklus
Dozrávání Graafova folikulu na povrchu vaječníku, ovulace a vznik žlutého tělíska, jak je popsáno výše.
Tento cyklus je tedy velice důležitý pro reprodukci a plodnost ženy. Probíhá nenápadně ve vaječnících u každé menstruující ženy.

### Endometriální cyklus
Cyklické změny endometria, jeho proliferační a sekreční fáze, která končí odloučením části děložní sliznice a menstruací. Děložní sliznice začíná růst od 0,3mm a krátce před menstruací má asi 5mm i více.

### Cervikální cyklus
Cyklické změny děložního hrdla. Tyto děje se projevují různou konzistencí cervikálního hlenu. Tento hlen umožňuje přežití a průchod spermiím. V době ovulace je ho více, je řídký a tažný a tím se šance na oplodnění zvyšuje.

### Vaginální cyklus
Změny na poševní sliznici. Tyto změny se rozdělují do stejných fází jako endometrialní cyklus, nedochází ale k menstruaci, místo toho v pochvě během celého cyklu přibývá vrstev buněk, které v druhé polovině cyklu postupně odumírají a poté jsou odlučovány s menstruační krví ven.

### Cyklus mléčné žlázy
Jelikož je mléčná žláza také pod účinkem pohlavních hormonů, prochází také vlastně opakujícím se cyklem. Mění se hlavně žlázové vývody, které se připravují na případné oplodnění a tím začínající produkci mléka. (Bradavky kojící ženy mohou být před či během menstruace citlivé či bolestivé)